# Alternative 4
Alternative 4 četvrti je studijski album britanskog gothic metal sastava Anathema. Diskografska kuća Peaceville Records objavila ga je 22. lipnja 1998. godine.

## Pozadina
Kao i na prethodnom albumu Eternity, na Alternative 4 pojavljuju se čisti vokali, a glazba je eksperimentalna i alternativna, uz depresivan ugođaj. 
Ime albuma dolazi od knjige Lesliea Watkinsa Alternative 3. Basist Duncan Patterson čitao je ovu knjigu nekoliko godina prije snimanja albuma. Više pjesama na albumu govori o povjerenju.
Ovo je posljednji album na kojem pojavio se basist Duncan Patterson i jedini na kojem je bubnjeve svirao Shaun Taylor-Steels, zamjena izvornog bubnjara Johna Douglasa.

## Popis pjesama
| 1.    | »Shroud of False« | Duncan Patterson | 1:37 |
| 2.    | »Fragile Dreams«  | Daniel Cavanagh  | 5:32 |
| 3.    | »Empty«           | Patterson        | 3:00 |
| 4.    | »Lost Control«    | Patterson        | 5:50 |
| 5.    | »Re-Connect«      | Vincent Cavanagh | 3:52 |
| 6.    | »Inner Silence«   | Daniel Cavanagh  | 3:08 |
| 7.    | »Alternative 4«   | Patterson        | 6:18 |
| 8.    | »Regret«          | Daniel Cavanagh  | 7:58 |
| 9.    | »Feel«            | Patterson        | 5:28 |
| 10.   | »Destiny«         | Patterson        | 2:14 |
| 44:57 |                   |                  |      |

| Bonus pjesme na reizdanju iz 2003. | Bonus pjesme na reizdanju iz 2003.         | Bonus pjesme na reizdanju iz 2003. | Bonus pjesme na reizdanju iz 2003. | Bonus pjesme na reizdanju iz 2003. | Bonus pjesme na reizdanju iz 2003. | Bonus pjesme na reizdanju iz 2003. | Bonus pjesme na reizdanju iz 2003. | Bonus pjesme na reizdanju iz 2003. | Bonus pjesme na reizdanju iz 2003. |
| Br.                                | Skladba                                    | Trajanje                           |                                    |                                    |                                    |                                    |                                    |                                    |                                    |
| ---------------------------------- | ------------------------------------------ | ---------------------------------- | ---------------------------------- | ---------------------------------- | ---------------------------------- | ---------------------------------- | ---------------------------------- | ---------------------------------- | ---------------------------------- |
| 11.                                | »Your Possible Pasts« (obrada Pink Floyda) | 4:28                               |                                    |                                    |                                    |                                    |                                    |                                    |                                    |
| 12.                                | »One of the Few« (obrada Pink Floyda)      | 1:50                               |                                    |                                    |                                    |                                    |                                    |                                    |                                    |
| 13.                                | »Better Off Dead« (obrada Bad Religiona)   | 4:21                               |                                    |                                    |                                    |                                    |                                    |                                    |                                    |
| 14.                                | »Goodbye Cruel World« (obrada Pink Floyda) | 1:39                               |                                    |                                    |                                    |                                    |                                    |                                    |                                    |
| 57:15                              |                                            |                                    |                                    |                                    |                                    |                                    |                                    |                                    |                                    |

## Zasluge
| Anathema - Vincent Cavanagh – vokal, ritam gitara - Daniel Cavanagh – solo-gitara, klavijature, glasovir - Duncan Patterson – bas-gitara, klavijature, glasovir, koncept naslovnici - Shaun Steels – bubnjevi Dodatni glazbenici - Andy Duncan – petlje bubnja (na pjesmi "Empty") - George Ricci – violina | Ostalo osoblje - Kit Woolven – produkcija, miks - Simon Dawson – inženjer zvuka (asistent) - Doug Cook – miks (asistent) - Noel Summerville – mastering - Tim Spear – naslovnica - Lili Wilde – fotografije (sastava) |